# Тайната на Артемис Фоул
„Тайната на Артемис Фоул“ (на английски: Artemis Fowl) е американски научнофантастичен приключенски филм от 2020 г., базиран по едноименния роман през 2001 г., написан от ирландския писател на Оуън Колфър. Режисиран е от Кенет Брана, който е съсценарист заедно с Конър Макфиърсън и Хамиш Маккол, във филма участват Фердия Шоу, Лара Макдонъл, Джош Гад, Тамара Смарт, Нонсо Анози, Колин Фарел и Джуди Денч.
Оригинално е планиран да бъде пуснат като поредица от Мирамакс през 2001 г., филмът изпадна в ад на развитието с няколко сценаристи и режисьори, докато Уолт Дисни Пикчърс възроди проекта през 2013 г. Брана е нает през 2015 г. и снимките започват през 2018 г.
Планираното театрално издание на „Артемис Фоул“ през 2019 г. е отменен до 2020 г., и тогава е отменен в отговор на пандемията от COVID-19. Вместо това, филмът е пуснат дигитално по света, ексклузивно от Дисни+ на 12 юни 2020 г. Филмът получи негативни отзиви от критиците, които критикуваха сюжета на филма, диалогът, героите, визуалните ефекти и промените.